# Dům Bílý zajíc
Dům Bílý zajíc stojí v centru lázeňské části Karlových Varů v městské památkové zóně na Staré louce č. 370/20. Stavba ve stylu klasicizující moderny pochází z roku 1920.

## Historie

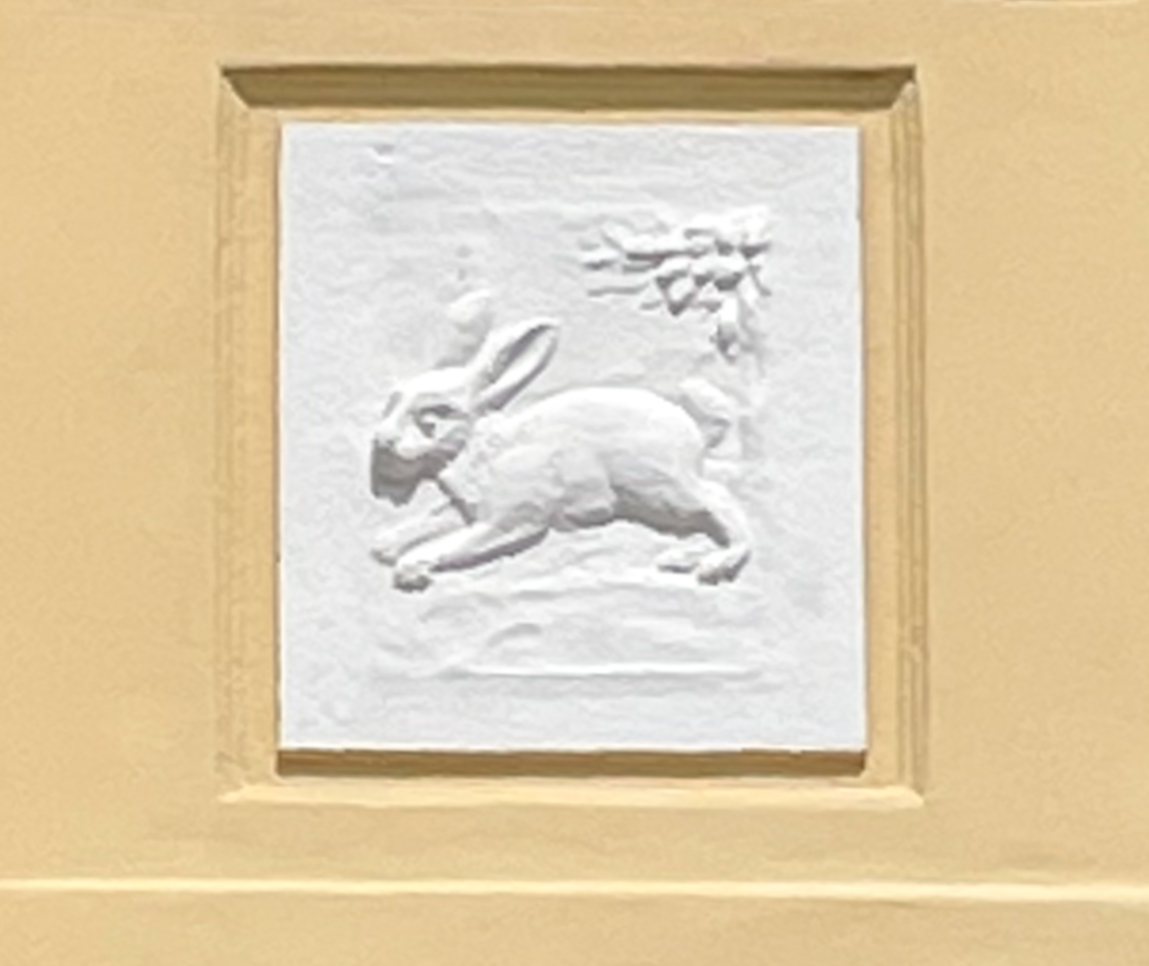
Detail fasády na uličním průčelí

V roce 1755 stál na místě dnešního domu barokní dům jménem Rother Erker (Červený arkýř), na jehož fasádě byl štít knížete Lobkowize. Již roku 1803 měl dům čtyři nadzemní podlaží a obytné podkroví s velkým vikýřem. V letech 1828–1876 vlastnila dům známá karlovarská rodina Knollů.
Do roku 1920 Městská rada zamítala veškeré žádosti majitelů o přestavby či nástavby s odůvodněním, že se jedná o jeden z nejstarších domů v Karlových Varech, a stavba tedy dlouho zůstávala v původním stavu. Až v roce 1920 tehdejší majitel Samuel Spitzer získal souhlas s úpravou fasády a obchodní galerie v prvním patře. Plány pro tuto úpravu vyhotovili Ludwig Stainl a Julius Kubíček.
V současnosti (květen 2021) je dům evidován jako bytový dům v majetku společenství vlastníků.

## Popis
Čtyřpodlažní dům s obytným podkrovím ve stylu klasicizující moderny se nachází v ulici Stará louka, č. p. 370. Objekt stojí v městské památkové zóně a patří k nejstarším domům v této části města. Na severozápadní straně sousedí s domem Mozart.

## Zajímavosti

### Johann Wolfgang von Goethe
Německý básník Johann Wolfgang von Goethe jezdil na léčení do Karlových Varů v letech 1785–1823, tedy téměř 40 let. Během svých 13 pobytů zde strávil přes tři roky svého života. V roce 1785 byl ubytován v domě Bílý zajíc, a ten se tím zařadil mezi tzv. Goethovské domy v Karlových Varech. Dalšími z nich jsou dům Mozart (J. W. Goethe zde pobýval v roce 1786), dům Madrid (1795), Dům U Tří mouřenínů (1806, 1807, 1808, 1810, 1811, 1812, 1818, 1819 a 1820) a dům Zlatý pštros (1823).